# Hemilutjanus
Hemilutjanus is een monotypisch geslacht van straalvinnige vissen uit de familie van de zaag- of zeebaarzen (Serranidae).

## Soort
- Hemilutjanus macrophthalmos (Tschudi, 1846)